# Tam quốc (phim truyền hình 2010)
Tân Tam Quốc (tiếng Trung: 三国, tiếng Anh: Three Kingdoms) là một bộ phim truyền hình Trung Quốc do Đài truyền hình Trung ương Trung Quốc sản xuất và phát hành vào năm 2010 dựa theo Tiểu thuyết Tam quốc diễn nghĩa của Nhà văn La Quán Trung (một trong tứ đại danh tác) của văn học cổ điển Trung Quốc. Bộ phim được sản xuất với kinh phí khoảng 163 triệu Nhân dân tệ (xấp xỉ 23 triệu Đô la Mỹ), khởi quay tháng 9 năm 2008 sau 5 năm chuẩn bị.
So với bộ phim Tam quốc diễn nghĩa (phim truyền hình 1994), Tam Quốc (phim truyền hình 2010) có kĩ xảo, phục trang tốt hơn. Tuy nhiên bộ phim này không bám sát nguyên tác như bản phim năm 1994, lược bỏ nhiều tình tiết quan trọng trong tiểu thuyết (cuộc Khởi nghĩa Khăn Vàng, anh em Lưu Bị kết nghĩa vườn đào, Gia Cát Lượng nam chinh...). Thậm chí kịch bản phim 2010 còn thêm thắt nhiều tình tiết không có trong tiểu thuyết gốc để ca tụng Tào Tháo và Tư Mã Ý, trong khi nhà Thục Hán là chính diện trong tiểu thuyết gốc thì bị cắt xén tình tiết và đẩy xuống thành nhân vật tuyến 2, chỉ làm nền cho đối thủ. Điều này hoàn toàn đi ngược lại tinh thần nguyên tác, khiến nhiều người hâm mộ cuốn tiểu thuyết kinh điển lên tiếng phản đối

## Tóm tắt nội dung
Nội dung bộ phim dựa trên các sự kiện lịch sử vào thời cuối Triều Đông Hán và thời kì Tam Quốc, cũng như tiểu thuyết thế kỉ 14 Tam quốc diễn nghĩa của Nhà văn La Quán Trung và các câu chuyện khác về thời kì này.

## Diễn viên

### Đông Hán
- Hán Hiến Đế - La Tấn
- Đổng Trác - Lục Tiểu Hà
- Điêu Thuyền - Trần Hảo
- Lã Bố - Hà Nhuận Đông
- Trần Cung - Tôn Hồng Đào
- Viên Thiệu - Hứa Văn Quảng
- Viên Thuật - Diêm Bái
- Vương Doãn - Trịnh Thiên Dung
- Sái Phu nhân - Tôn Ninh
- Tư Mã Huy - Zheng Tian-Yong
- Hoa Hùng - Đinh Tiểu Nam
- Nhan Lương
- Văn Xú
- Hình Đạo Vinh - Vương Văn Đào
- Lưu Hiền - Dương Đồng
- Lưu Độ - Vương Sĩ Quý

### Tào Ngụy
- Tào Tháo - Trần Kiến Bân
- Tuân Úc
- Tuân Du
- Giả Hủ
- Quách Gia
- Trình Dục
- Hứa Chử
- Điển Vi
- Tào Nhân
- Hạ Hầu Đôn - Lý Mộng Thành
- Hạ Hầu Uyên - Lý Kì Long
- Trương Liêu
- Nhạc Tiến
- Vu Cấm
- Trương Cáp
- Từ Hoảng
- Tư Mã Ý - Nghê Đại Hồng

### Thục Hán
- Lưu Bị - Vu Hòa Vỹ
- Quan Vũ  - Vu Vinh Quang
- Trương Phi - Khang Khải
- Gia Cát Lượng - Lục Nghị
- Triệu Vân  - Nhiếp Viễn
- Ngụy Diên - Vương Tân Quân
- Bàng Thống
- Mã Siêu
- Hoàng Trung

### Tôn Ngô
- Tôn Kiên - Phạm Vũ Lâm
- Tôn Sách - Sa Dật
- Tôn Quyền - Trương Bác
- Tôn Thượng Hương - Lâm Tâm Như
- Ngô phu nhân
- Trương Chiêu
- Chu Du - Huỳnh Duy Đức
- Lỗ Túc - Hoắc Thanh
- Lã Mông - Trường Thành
- Lục Tốn - Thiệu Phong
- Cam Ninh
- Thái Sử Từ
- Chu Thái
- Lăng Tháo
- Lăng Thống
- Hoàng Cái
- Trình Phổ
- Hàn Đương
- Chu Trị
- Đinh Phụng
- Đại Kiều - Lưu Cạnh
- Tiểu Kiều - Triệu Kha